# Keller-Klub

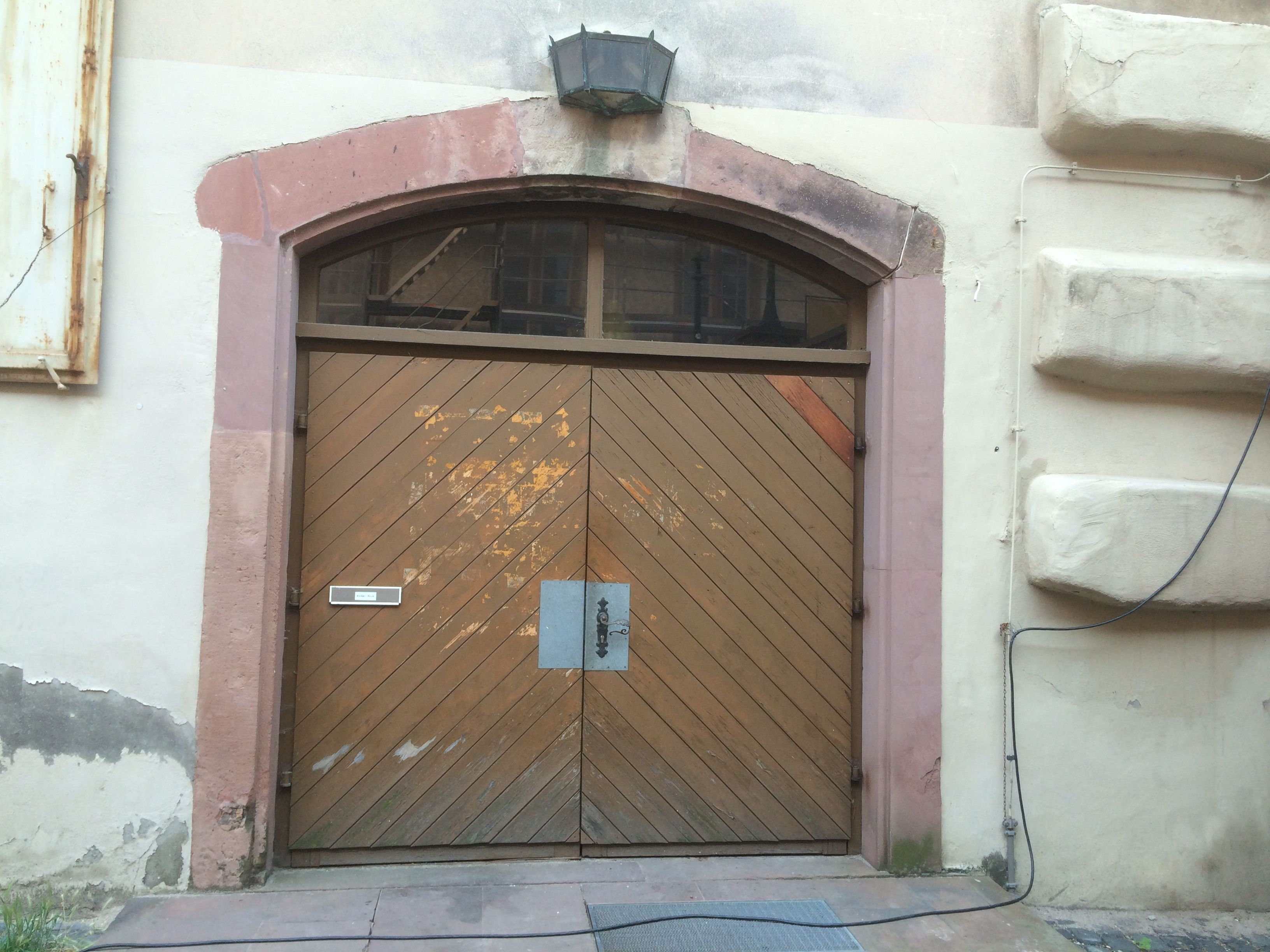
Eingang des Keller-Klubs, Juli 2015

Der Keller-Klub ist ein Künstlerkeller im Untergeschoss des nordwestlichen Teils des Residenzschlosses Darmstadt. Er existiert seit 1952. Aufgrund der Gesamtsanierung des Darmstädter Schlosses wurde der Klub Ende Juni 2015 bis auf weiteres geschlossen. Die Inneneinrichtung wurde zwischenzeitlich komplett entfernt. Der Keller-Klub ist nach der Sanierung seit Frühjahr 2018 wieder geöffnet.

## Geschichte
Der Keller-Klub wurde in den frühen 1950er Jahren von einer Reihe von Darmstädter Künstlern im „Saustall“ in Arheilgen gegründet. Zu diesen Künstlern zählten u. a. Wilhelm Loth, Eberhard Schlotter, Helmut Lortz, Georg Hensel und Pit Ludwig. Bereits 1952 zog man ins Darmstädter Residenzschloss. Der Gewölbekeller im Parforcehof wurde schwarz gestrichen und mit massiven Eichenholztischen und -stühlen ausgestattet. Die Beleuchtung erfolgte mit Hilfe von Kerzen. Der Ort wurde daher auch als Ort der Existentialisten bezeichnet. Eberhard Schlotter hat die Szenerie des Künstlerkellers in einem großen Gemälde festgehalten.
Der Keller-Klub ist ein Treffpunkt für Künstler, Theaterleute, Literaten, Musiker, Architekten und „andere originelle Geister“. Der Keller-Klub ist als eingetragener Verein organisiert, der die Räumlichkeiten im Residenzschloss bespielt. Neben dem Lokal gibt es eine Kellergalerie, in der kleine Ausstellungen durchgeführt werden. Die erste Ausstellung fand 1961 mit Werken von Horst Antes statt.